# Immenhausen
Immenhausen é um município da Alemanha, situado no distrito de Kassel, no estado de Hesse. Tem 28,53 km² de área, e sua população em 2019 foi estimada em 7.053 habitantes.